# Shahumyani trchnafabrika
Shahumyani trchnafabrika (en arménien Շահումյանի թռչնաֆաբրիկա) est une communauté rurale du marz d'Armavir, en Arménie. Elle compte 1 220 habitants en 2009.